# Pamela Rendi-Wagner
Pamela Rendi-Wagner, född 7 maj 1971 i Wien, är en österrikisk läkare och politiker. Hon är sedan juni 2024 chef för Europeiska smittskyddsmyndigheten. Från 2018 till 2023 var hon partiordförande för de österrikiska socialdemokraterna (SPÖ). Rendi-Wagner ersatte 2018 Christian Kern och blev partiets första kvinnliga partiledare. Hon var en kort period - från 8 mars till 18 december 2017 - hälsominister i Kerns regering.